# スーパーロボット大戦外伝 魔装機神 THE LORD OF ELEMENTAL
『スーパーロボット大戦外伝 魔装機神 THE LORD OF ELEMENTAL』（スーパーロボットたいせんがいでん まそうきしん ザ ロード オブ エレメンタル）は、1996年3月22日にバンプレストが発売したスーパーファミコン用シミュレーションRPG。スーパーロボット大戦シリーズの一つ。

## 概要
本作は、バンプレストが展開しているロボットアニメのクロスオーバー作品「スーパーロボット大戦シリーズ」に登場する、オリジナル作品『魔装機神サイバスター』を単独でゲーム化したスピンオフ作品である。商標の都合でゲームではこのタイトルが使用できないため『魔装機神 THE LORD OF ELEMENTAL』と改題され、以後本作設定の『魔装機神サイバスター』を指す際にはこの名が使用されている。スピンオフであるため「スーパーロボット大戦外伝」と銘打たれているが、スーパーロボット大戦シリーズの一つに数えられている。
シナリオは『第2次スーパーロボット大戦』に始まるシリーズ内シリーズであるDC戦争シリーズの、前日談にあたる第1章と後日談にあたる第2章の2部構成になっている。間のDC戦争シリーズ部分は回想シーンとして語られるのみで、DC戦争シリーズに登場していたサンライズやダイナミックプロなどの版権ロボットアニメ作品は本作には登場せず、クロスオーバーによる独自の展開はない。シナリオ製作は原作者であり当時ウィンキーソフトに所属していたゲームデザイナーの阪田雅彦が担当しており、それまでのスーパーロボット大戦シリーズの作品にはなかった、ウィンキーソフトの名前がコピーライトに記されている。
第2章は第1章をクリアしなければプレイすることはできない。また、シナリオの分岐が豊富で、些細な選択肢で今後の展開が大幅に分かれたり、第1章における選択肢が第2章において重大な意味を持つこともある。最終面も複数が存在する。このように本作はスーパーロボット大戦シリーズの中でも特にシナリオ分岐が多い作品だが、ROMカセット上に残せるセーブデータは3つまでとなっている。ただし、ターボファイルシリーズに対応しており、これを使用することで多数のセーブデータを残すことができる。
キャラクターのグラフィックが、会話や戦闘時に様々な表情に豊かに変化するようになった。そのデザインは本作制作時に河野さち子によって、前作の『第4次スーパーロボット大戦』までのものから大きくリファインされている。本作でシリーズに初参加となった河野は、以後も複数のスーパーロボット大戦シリーズのオリジナルキャラクターデザインを担当している。
ロボットのグラフィックは、従来のSD頭身ではなくリアル頭身で描かれており、戦闘アニメーションの演出が大幅にパワーアップしている。戦闘MAP上のグラフィックも、全身を描いた立体的なグラフィックとなっている。戦闘MAPは地形などの描写が綿密に描かれており、立体的で高低差が表現されたものになっている。
任天堂のゲーム機で初めて声が付いた。ただし容量の関係で音声が使用されるのはMAP兵器使用時のみ。

### リメイク版
本作のリメイク作品となる『スーパーロボット大戦OGサーガ 魔装機神 THE LORD OF ELEMENTAL』が、ニンテンドーDS用ソフトとして2010年5月27日に発売された。またその続編として『スーパーロボット大戦OGサーガ 魔装機神II REVELATION OF EVIL GOD』が2012年1月12日にPlayStation Portableで発売された。初回限定版には戦闘シーンをフルボイス化するなどPlayStation Portable向けにリメイクされた『スーパーロボット大戦OGサーガ 魔装機神 THE LORD OF ELEMENTAL』が同梱されている。

## あらすじ
マサキ=アンドーはラ・ギアスという世界に突然召喚される。その世界を救うためにサイバスターに乗って活躍する。

## システム
ここでは、本作特有のシステムや新規追加・変更されたシステムについて解説する。シリーズ共通のシステムについてはスーパーロボット大戦シリーズのシステムを参照。
向きと高さ
クォータービューによる立体的な戦闘マップが採用されており、相手との高低差によって命中率に補正がかかる。また、向きの概念もあり側面・背後から攻撃すると、攻撃力や命中率に補正がかかる。これらに対応してZOCも導入されており、敵ユニットの隣接マスは通り抜けられないようになっている。
武器のランクアップ
特定の武器は最大限まで改良していくと名前が変わり、より性能が高く強い武器に変化する。ランクアップした武器は改造値が初期値に戻るため、そこからさらに改造することができる。
選択肢
ステージごとに分岐点が多く用意され、選択肢やキャラの有無で物語の展開が変わる。
守護精霊
機体ごとに守護精霊と位が設定されている(一部、守護精霊を持たない機体も存在する)。守護精霊は4つの属性に分かれており、お互いの相性によって与えるダメージに補正が加わる。また、位の高い側から低い側への攻撃時にも補正が加わる。
プラーナ
パイロットにはプラーナと呼ばれるパラメータが設定されており、プラーナの値が高いほど機体性能にプラスの補正がかかる。一方、MAP兵器や必殺技といった強力な武器はプラーナを消費するように設定されており、攻撃力と機体性能がトレードオフの関係になっている。
地形
それまでのシリーズと異なり、戦闘MAP上に空中・水中・宇宙といった地形適応の概念が存在しない。そのためサイバードのような空中移動形態は戦闘アニメのみでの登場となり、4体の魔装機神など本来は空中移動できる機体もそれができないようになっている。
精神コマンド
本作でも従来のシリーズ同様にSP(精神ポイント)を使用して精神コマンドを使用できる。レベルが上がると新しい精神コマンドを覚える。使い勝手が良いものや得られる恩恵が大きいものほど多くのSPを消費する。また、シナリオの戦闘ステージ終了時に残りのSPを倍にした分の経験値を入手できる。
特殊技能
個々のパイロットが持つ、戦闘を有利にする技能で複数種類存在する。一部の技能にはレベルがあり、レベルが高い程その発動確率も上昇する。
本作における特殊技能は他のスーパーロボット大戦シリーズ作品と習得条件が異なる。同シリーズではパイロットが規定のレベルに達すると即習得できるが、本作では習得レベルに幅が持たせてあり、その範囲内のレベルのどこかで習得するようになっている。

## スタッフ
プロデューサー
じっぱひとからげ
総監督・脚本・演出
阪田雅彦
プログラム
庄真宏
美術監督
戸田篤樹
サウンド
藤本大輔
キャラクターデザイン
河野さち子
メカニックデザイン
カトキハジメ、福地仁、守谷淳一、かげやまいちこ、宮豊、寺島慎也、藤井大誠

## プロモーション

### テレビCM
3Dモデリングされたサイバスターとグランゾンの戦闘シーンにゲーム映像を組み合わせたCMが作成された。ナレーションは主人公マサキ・アンドー役の緑川光。

## 関連商品

### 攻略本
- スーパーロボット大戦外伝 魔装機神 THE LORD OF ELEMENTAL 必勝攻略法 ISBN 9784575285840
- スーパーファミコン必勝法スペシャル スーパーロボット大戦外伝 魔装機神 THE LORD OF ELEMENTAL ISBN 9784766924633
- スーパーロボット大戦外伝 魔装機神 THE LORD OF ELEMENTAL 戦略大全 ISBN 9784063292527

### ムック
- スーパーロボット大戦大図鑑 ISBN 9784870259904
- スーパーロボット大戦大事典 ISBN 9784073046516
- スーパーロボット大戦大事典’99 ISBN 9784073111313

### CD
スーパーロボット大戦外伝 魔装機神 THE LORD OF ELEMENTAL サウンドストーム
1996年5月25日発売 キティエンタープライズ
本編BGMとアレンジ曲4曲を収録したサウンドトラックCD。